# 1819 au royaume uni des Pays-Bas
Chronologie des Pays-Bas
- 1815
- 1816
- 1817
- 1818
- 1819
- 1820
- 1821
- 1822
- 1823

Cette page recense des événements qui se sont produits durant l'année 1819 du calendrier grégorien dans le royaume uni des Pays-Bas.

## Chronologie

### Mai
- 1er mai : Début de la construction de la citadelle de Gand[1], faisant partie de la barrière de Wellington.